# 스펙트럼 장애
DSM-5에서 주요하게 다루는 스펙트럼 장애(Spectrum disorder)는 여러 가지 연결된 상태를 포함하는 정신 장애이며 때로는 단일 증상 및 몇몇 특성을 포함하도록 확장되기도 한다. 스펙트럼의 다른 요소는 비슷한 양상을 갖거나 동일한 기본 메커니즘으로 인한 것으로 연장선상 및 교차에서 배열 및 기술된다. 두 경우 모두, '단일 장애가 아니라 하위 그룹으로 구성된 증후군(症候群)'(not a unitary disorder but rather a syndrome composed of subgroups)이 있는 것으로 나타나기 때문에 이러한 스펙트럼 접근법이 사용된다. 이러한 스펙트럼 장애는 상대적으로 연관성에서 '구체화된'(severe) 장애 증상 기술을 통해 '경증 및 비임상적 결함'(mild and nonclinical deficits)을 포함하는 심각성의 범위를 나타낼 수 있다.

## 역사
1921년 에른스트 크렛슈머(Ernst Kretschmer)는 정신분열병(schizothymic,schizoid,schizophrenic)을 그리고 정서 장애(cyclothymic temperament ,cycloid 'psychopathy' , manic-depressive disorder)와 관련해서 1922년 오이겐 블로일러(Eugen Bleuler)에 의해 이러한 차원 개념(dimensional concept)이 제안되었다. 스펙트럼은 정신분열증과 이들의 연관성에서 1968년에 정신분열증(조현병) 스펙트럼으로 처음 사용되었다. 또한 이러한 맥락에서 DSM-5에서는 '명시자'(specifier,specified)를 참고해볼 수 있다.

## 예
-조현병 스펙트럼(schizoaffective spectrum) : 망상장애(Delusional Disorder), 분열증장애(Schizophreniform Disorder), 조현병(Schizophrenia), 분열정동장애(Schizoaffective Disorder) 및 또는 A군(Cluster A) 성격장애를 참고할 수 있다.
-자폐 스펙트럼 장애(Autism Spectrum Disorder)
-기분장애 스펙트럼(mood disorder (affective) spectrum 또는 bipolar spectrum 또는 depressive spectrum)

## 스펙트럼색깔
|                          |                    |
| 가시광선의 스펙트럼 색깔 | CMYK 스펙트럼 색상 |

## 같이 보기
- 불안장애

## 참고 문헌
- (APA,DSM-5,Section II, 2 Schizophrenia Spectrum and Other Psychotic Disorders )https://www.appi.org/Products/Schizophrenia/Schizophrenia-Spectrum-and-Other-Psychotic-Disorde
- (김정안, 최성진. (2016). 조현병 스펙트럼 장애에서 MMPI-2와 Rorschach의 진단적 유용성과 진단변별력. 한국심리학회지: 건강, 21(2), 411-430.)http://www.dbpia.co.kr/journal/articleDetail?nodeId=NODE06699646&language=ko_KR